# Theodor Nauman
Frans Johan Theodor Nauman (Estocolm, 7 de desembre de 1885 – Estocolm, 6 de febrer de 1947) va ser un waterpolista suec que va competir durant la dècada de 1920. El seu fill Åke Nauman també fou waterpolista olímpic.
El 1920 va prendre part en els Jocs Olímpics d'Anvers, on va disputar la competició de waterpolo, en què guanyà la medalla de bronze. Quatre anys més tard, als Jocs de París, va finalitzar en quarta posició de la competició de waterpolo.